# Ximena Córdoba
Ximena Córdoba Londoño (Medellín, 4 de noviembre de 1979) es una modelo, actriz y presentadora colombiana . Su trayectoria inició en 2002 al participar en el reality Protagonistas de novela del Canal RCN, del cual resultó ganadora. Luego actuó en la serie Francisco el matemático, y después de esto se radicó en Miami, donde ha sido imagen de varias campañas publicitarias, y presentadora en canales como Fox Sports en español, TeleFutura, Para Ver TV, Cristina Camargo, etc. 
En España, Ximena ha participado en varios programas de televisión en calidad de colaboradora, como Zapeando de La Sexta o Hable con ellas de Telecinco, entre otros. Actualmente, ella está representada por Palomera Group. También participó en Bailando por un sueño en México, junto con Jorge Cerritos. Fue madre a los 16 años de su hijo Samuel.

## Filmografía

### Televisión
| Año       | Título                  | Personaje                   | Canal         |
| --------- | ----------------------- | --------------------------- | ------------- |
| 2024      | Más vale sola           | Invitada                    | Las Estrellas |
| 2021      | Mi fortuna es amarte    | Tania Rivas Acosta          | Las Estrellas |
| 2017      | En tierras salvajes     | Olga Guerrero / Irene Ávila | Las Estrellas |
| 2012      | Magic City              |                             | Starz         |
| 2007      | Las dos caras de Ana    | Elena                       | Univision     |
| 2003-2004 | Francisco el matemático | Alba Lucia Suárez           | Canal RCN     |

### Realities shows
| Año  | Título                      | Rol                     | Canal         |
| ---- | --------------------------- | ----------------------- | ------------- |
| 2021 | Tic tac toc: El reencuentro | Maya                    | Las Estrellas |
| 2021 | Las estrellas bailan en Hoy | Participante - retadora | Las Estrellas |
| 2014 | Bailando por un sueño       | Participante            | Las Estrellas |
| 2002 | Protagonistas de novela     | Participante            | Canal RCN     |

## Cine
| Año  | Título                         | Rol              | Nota        |
| ---- | ------------------------------ | ---------------- | ----------- |
| 2020 | Reboot Camp                    | Margot           |             |
| 2020 | El Halloween de Hubbie         | Chica del clima  | Netflix     |
| 2020 | Acrylic                        | Jessie           |             |
| 2020 | Patricia, una pasión escondida | Rebecca Zambrano | Cine Latino |
| 2018 | Unimundo 45 (corto)            |                  |             |
| 2015 | Tony Tango                     | Rebecca          |             |
| 2014 | Mr. Insatiable                 | Stacey           |             |
| 2007 | Tomalo suave                   | Victoria         |             |

## Programas
| Año           | Título                          | Rol          | Canal          |
| ------------- | ------------------------------- | ------------ | -------------- |
| 2023-presente | Por las mañanas                 | Presentadora | Las Estrellas  |
| 2021-presente | Cuéntamelo ya                   | Presentadora | Las Estrellas  |
| 2019          | Mi propósito eres tu            | Presentadora | Las Estrellas  |
| 2018-2021     | + Noche                         | Presentadora | Las Estrellas  |
| 2018          | Todo queda en familia           | Presentadora | Las Estrellas  |
| 2018          | Balón de oro de la liga MX 2018 | Presentadora | Las Estrellas  |
| 2017          | Protagonistas de nuestra tele   | Presentadora | RCN Televisión |
| 2015-2016     | El gordo y la flaca             | Presentadora | Univision      |
| 2015          | La alfombra roja palace         | Presentadora | La 1           |
| 2014-2016     | Hable con ellas                 | Colaboradora | Telecinco      |
| 2014          | Zapeando                        | Colaboradora | La Sexta       |
| 2013-2015     | Despierta América               | Reportera    | Univision      |
| 2011-2013     | TNT Movie Club                  | Presentadora | TNT            |
| 2006-2007     | Premios Fox Sports              |              | Fox Sports     |
|               | Noticias Telefutura             | Reportera    | Telefutura     |
|               | Fox Deportes.                   |              | Fox Deportes   |
|               | Tu Desayuno Alegre              | Presentadora | Univision      |

### Vídeos musicales
- Me enamoré de ti, de Omar Chaparro.